# Vratja vas
Vratja vas je naselje v Občini Apače.